# Gmina Põltsamaa
Gmina Põltsamaa (est. Põltsamaa vald) – gmina wiejska w Estonii, w prowincji Jõgeva.
W skład gminy wchodzą:
- 2 miasta: Adavere, Kamari.
- 28 wsi: Alastvere, Annikvere, Esku, Kaavere, Kablaküla, Kaliküla, Kalme, Kuningamäe, Lebavere, Lustivere, Mõhküla, Mällikvere, Neanurme, Nõmavere, Pauastvere, Pilu, Pudivere, Puduküla, Puiatu, Rõstla, Räsna, Sulustvere, Tõrenurme, Umbusi, Vitsjärve, Võhmanõmme, Võisiku, Väike-Kamari.